# Nicki Prian
Nicole „Nicki“ Prian (* 20. Juli 1992 in Mexiko-Stadt, Mexiko) ist eine mexikanisch-US-amerikanische Schauspielerin. Bekannt ist sie vor allem durch ihre Auftritte in den Filmen Soccer Moms und Visions – Die dunkle Gabe.

## Leben und Karriere
Nachdem Prian im Sommer 1992 in Mexiko-Stadt, im Distrito Federal, geboren wurde, zog sie mit ihrer Familie im Alter von einem Jahr nach San Antonio, Texas, wo sie aktuell (Stand: 2011) noch immer lebt. Noch während ihrer Schulzeit in den Vereinigten Staaten, wurde sie nebenbei als Schauspielerin ausgebildet und kam schließlich im Jahre 2004 zu ihrer ersten wesentlichen Rolle im Film- und Fernsehgeschäft. Dabei wirkte sie in der Fernsehproduktion The Nick & Jessica Variety Hour, einer Variety Show mit Nick Lachey und Jessica Simpson, mit. Im darauffolgenden Jahr folgte schließlich eine Hauptrolle im ABC-Pilot Soccer Moms, wo sie ein Mädchen namens Allison mimte. Noch im selben Jahr folgte ein weiterer Auftritt im Kurzfilm The Five-Cent Curve, gefolgt von zwei weiteren wesentlichen Auftritten im Jahre 2006. Dort war sie unter anderem in einer wesentlichen Nebenrolle im Thriller Visions – Die dunkle Gabe zu sehen und war danach auch noch in einer Episode von Hotel Zack & Cody zu sehen, für die sie extra in Kalifornien gecastet wurde. Die musikbegeisterte Nicki Prian, zu deren Lieblingsmusikern Jessica Simpson und Jennifer Lopez zählen, hat auch noch eine Schwester, die als Cheerleaderin aktiv ist.

## Filmografie
- 2004: The Nick & Jessica Variety Hour
- 2005: Soccer Moms
- 2005: The Five-Cent Curve
- 2006: Visions – Die dunkle Gabe (Danika)
- 2006: Hotel Zack & Cody (The Suite Life of Zack and Cody) (1 Folge)